# Milord/Una storia così
Milord/Una storia così è un singolo di Milva, pubblicato dalla Cetra nel 1960.

## Milord
Milord è una canzone francese composta nel 1959 (musica di Marguerite Monnot e parole di Georges Moustaki), originariamente interpretata da Édith Piaf.
Dopo l'interpretazione della Piaf, di cui rimane uno dei brani più famosi dopo aver venduto 400 000 copie in Francia e raggiunto la prima posizione in Germania per quattro settimane, la seconda posizione in Olanda e la sesta in Norvegia, la canzone è stata interpretata da numerosi altri cantanti e tradotta in diverse lingue.
La versione di Milva ottenne un grande successo, segnando una delle sue interpretazioni più celebri e rappresentative.

## Una storia così
Una storia così è la canzone pubblicata sul lato B del singolo, scritta da Ernie Maresca e Luis Enriquez, futuro premio Oscar.

## Edizioni
Il singolo è stato distribuito in Italia dall'etichetta Cetra, con codice SP 926, ed è stato ristampato diverse volte negli anni, ottenendo ben sei tirature nel 1960, nove nel 1961 ed altre quattro nella ristampa del singolo nel 1964.